# Clumber Spaniel
Le Clumber Spaniel est une race de chien épagneul, née au Royaume-Uni ou en France. C'est le plus grand de tous les épagneuls, et il a généralement une robe unie. Le nom de la race vient du Clumber Park dans le Nottinghamshire. C'est un chien de chasse spécialisé pour la chasse dans les zones à la végétation dense. Il est gentil et loyal, et peut se montrer distant avec les étrangers.
On connait mal l'histoire de la race avant le milieu du XIXe siècle. Ce chien a été le compagnon de plusieurs monarques britanniques comme le Prince Albert, le roi Édouard VII et George V. Il est introduit au Canada en 1844, et en 1884 il est l'une des dix premières races reconnues par l'American Kennel Club. La race peut souffrir de diverses maladies qui lui sont spécifiques allant de la boiterie temporaire liée à la croissance des os à la hernie discale ou la dysplasie de la hanche.

## Histoire

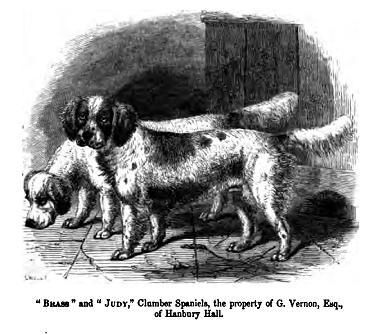
Dessin de deux clumbers spaniels en 1858.

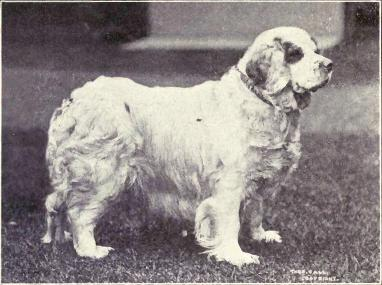
Un clumber spaniel en 1915.

On connait mal l'histoire de la race avant le milieu du XIXe siècle. Certains pensent qu'il est originaire de la France, indiquant que le Duc de Noailles, au moment de la Révolution française, a offert sa meute d'épagneuls à Henry Fiennes Pelham-Clinton, Duc de Newcastle à Clumber Park dans le Nottinghamshire. Une autre théorie expose qu'il a été créé en Angleterre à partir d'autres races d'épagneuls, peut-être croisées avec des bassets ou des Saint-Bernard. Enfin, une troisième hypothèse existe, selon laquelle il descendrait du Bleinheim Spaniel, plus tard incorporé dans le chevalier King Charles. Ces derniers étaient autrefois imposants et utilisés pour la chasse, mais ils sont aujourd'hui des petits chiens appréciés comme chiens de compagnie.
On est par contre sûr que cette race tient son nom de Clumber Park et que le garde forestier du duc de Newcastle, William Mansell, est à l'origine de son développement et son amélioration. Le Prince Albert, Prince consort de la reine Victoria, a fait beaucoup de promotion pour cette race qu'il adorait, comme le fit ensuite son fils Édouard VII du Royaume-Uni, qui l'élève dans sa propriété de Sandringham dans le Norfolk. La race est présentée à partir de 1859 dans les expositions anglaises.
Ces chiens sont longtemps restés l'apanage de la noblesse, et leurs effectifs diminuent au début du XXe siècle jusqu'à ce que le roi George V s'y intéresse à partir de 1925. Il est aujourd'hui reconnu comme une race vulnérable, avec moins de 300 nouveaux enregistrements par an.

## Description

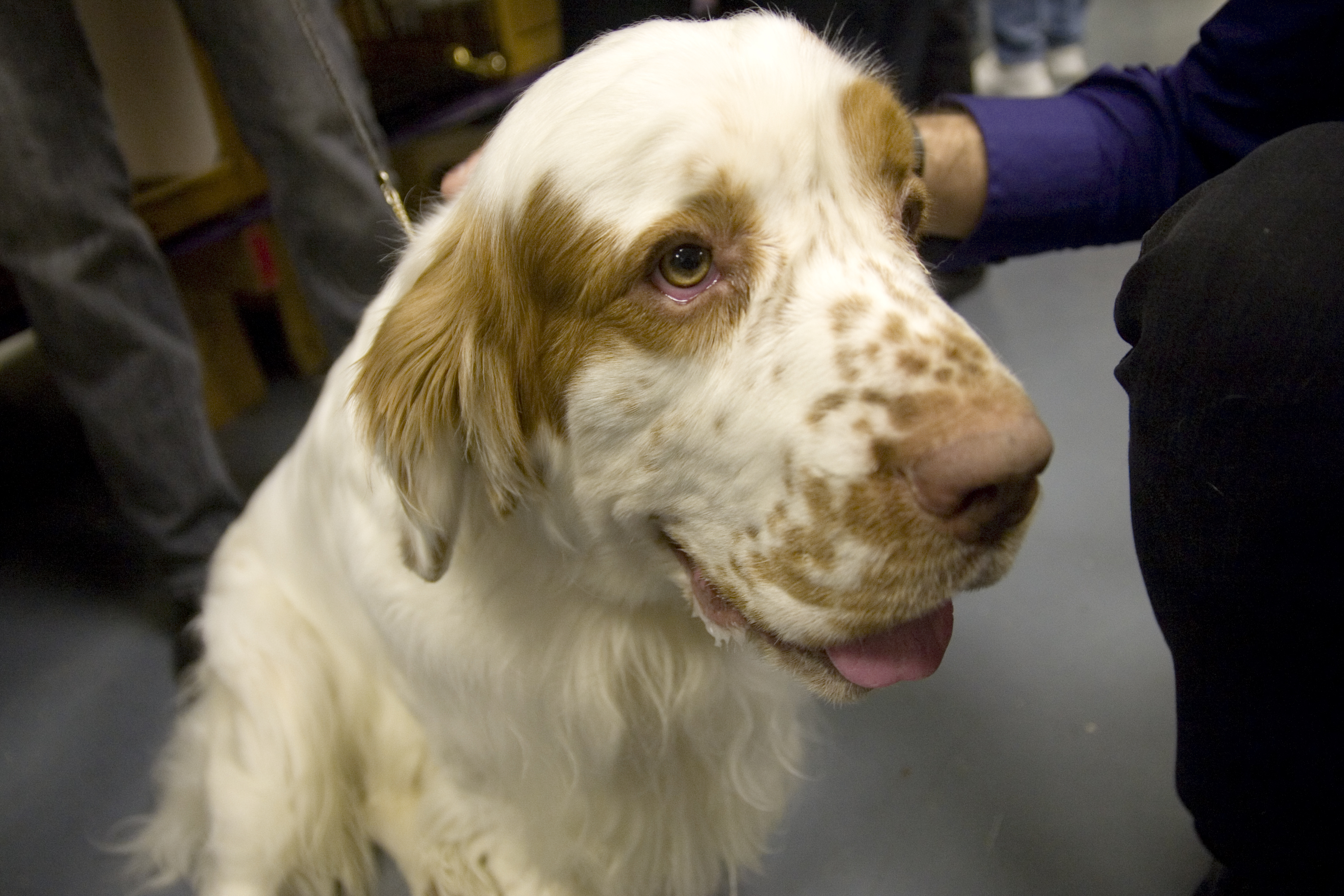
Tête d'un Clumber Spaniel où l'on voit ses taches colorées autour des yeux et du museau.

### Apparence
Le clumber spaniel est le plus imposant de tous les épagneuls et est long et lourd, avec 43 à 51 cm au garrot pour un poids de 25 à 34 kg. Il a une forme similaire à l'épagneul du Sussex qui est plus petit. Le clumber a une ossature forte, une tête massive avec une expression mélancolique. On observe couramment des taches de rousseur sur le museau et les pattes de devant. Son pelage est épais et résiste bien à l'eau. Il est plat, avec quelques mèches sur les oreilles, le ventre et les pattes. Le clumber est le plus souvent blanc, avec des taches citron, marron ou orange autour des yeux et à la base de la queue.

### Tempérament

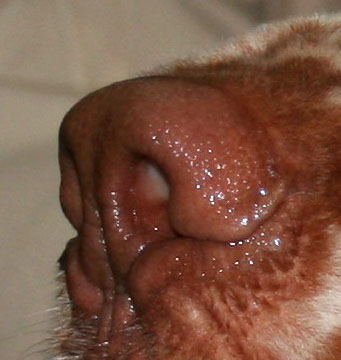
Le puissant nez du clumber spaniel.

C'est un chien docile, gentil, loyal et affectueux, mais distant avec les étrangers. Adulte, c'est un chien calme qui aime se coucher sur le canapé, jouer, manger et dormir. Mais c'est également un chien qui a besoin d'exercice, tant pour son développement physique que mental. Le clumber est également reconnu pour être parfois "têtu" et indépendant.C'est un chien très intelligent.
Le clumber spaniel perd ses poils à un rythme moyen. Il a tendance à baver abondamment du fait de ses babines pendantes. Les jeunes sont particulièrement joueurs. On peut également noter que ce chien adore transporter des objets à longueur de journée, ce qui peut lui causer des problèmes de santé quand il les avale.
Le clumber est utilisé pour chasser le faisan et la perdrix, seul ou en petits groupes. Il est très bien adapté à la chasse dans des zones avec une végétation dense et bien qu'il soit lent par rapport à d'autres épagneuls, il est très endurant et à un excellent flair, ce qui en fait un bon chien de chasse. Son large museau lui permet de repérer une grande variété de gibiers.